# Januarius van Benevento

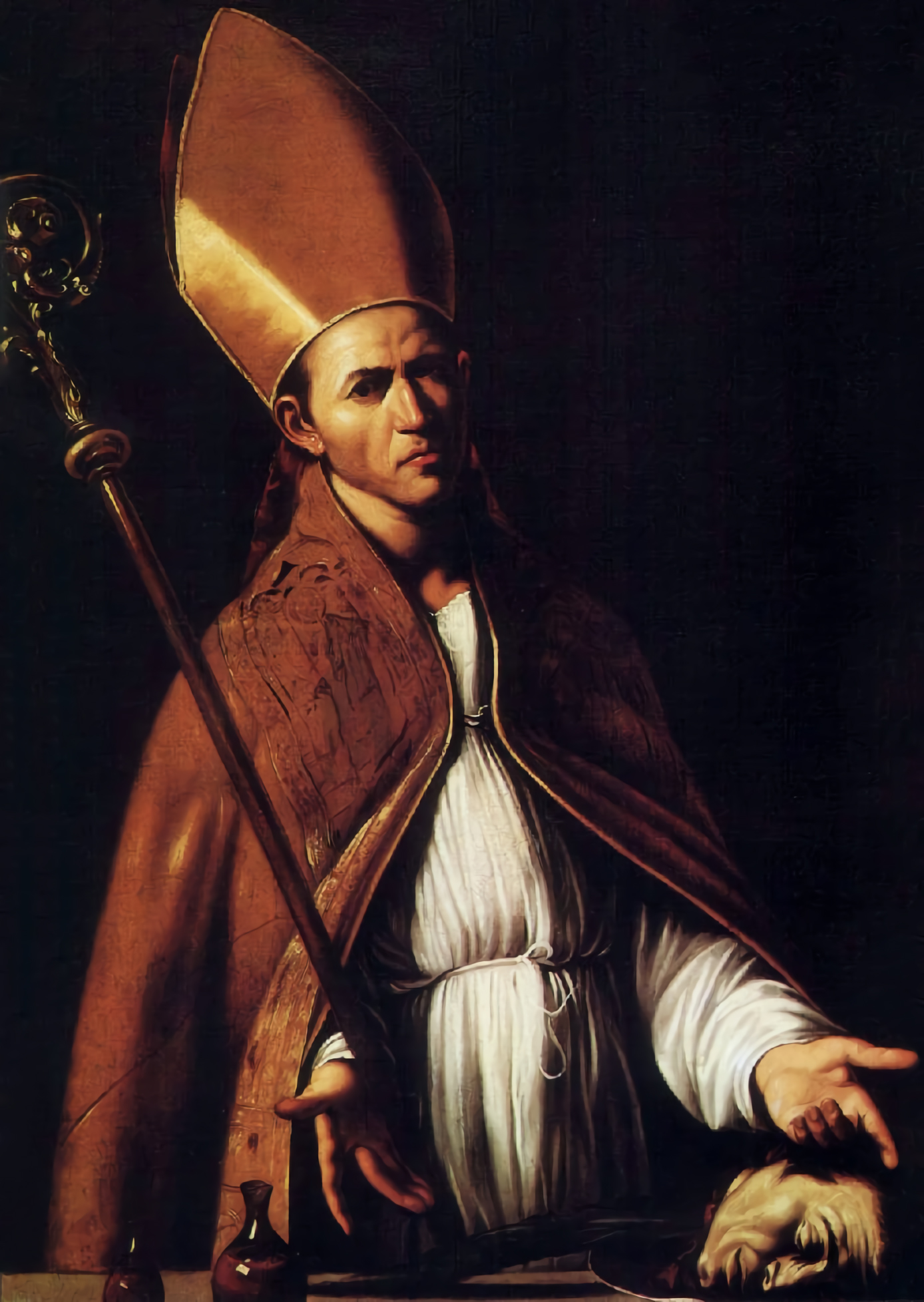
Sint Januarius toont zijn relikwiën, Louis Finson, ca. 1611

Januarius van Benevento (gestorven 304, Pozzuoli) was waarschijnlijk de eerste bisschop van Benevento in Campanië. Hij werd tijdens de christenvervolging door Diocletianus gedood. Er is sprake van een Januarius, die samen met vijf andere christenen, onder meer Sosius van Misene in het jaar 305 werd onthoofd. Volgens katholieken is hij een martelaar. Zijn gedachtenis wordt gevierd op 19 september.
Een tiental jaren na de gewelddadige dood van Januarius werden zijn overblijfselen overgebracht naar Napels. Vanwege zijn bijzetting in de catacomben in de huidige Napolitaanse wijk Capodimonte verkregen deze de naam "catacomben van Januarius". Hier werd later ook de heilige Quodvultdeus bijgezet. Sinds de 17e eeuw ligt Januarius in de dom van Napels, waarvan hij patroonheilige is. Tweemaal jaarlijks vindt hier het "bloedwonder" van de heilige Januarius plaats.
Het korrelige, eeuwenoude bloed wordt in aanwezigheid van de Aartsbisschop van Napels in twee verzegelde en afgesloten fiolen in de handen van een priester weer vloeibaar. Wanneer dit gebeurt heerst in Napels grote vreugde maar het uitblijven doet de gelovige inwoners rampen verwachten.
De in 1738 ingestelde Orde van Sint-Januarius herinnert aan de heilige en het wonder.
- Bibliothèque nationale de France: cb119683345 (data)
- Gemeinsame Normdatei: 118711865
- International Standard Name Identifier: 0000 0004 4887 433X
- Library of Congress Control Number: n82250758
- Nationale Bibliotheek van Tsjechië: xx0160915
- Nationale Bibliotheek van Israël: 987010684834005171
- Nationale Bibliotheek van Polen: a0000002162842
- Nederlandse Thesaurus van Auteursnamen: 156641941
- Virtual International Authority File: 57409400
- WorldCat: E39PBJqw7QCJ96xH6RDjTgx7HC